# 天庆观老子道德经幢
天庆观老子道德经幢，位于中国甘肃省庆城县，为一个省级文物保护单位，类型为石窟寺及石刻。
]
天庆观老子道德经幢的历史年代为北宋。